# Entwicklungsregion Mitte (Nepal)
Die Entwicklungsregion Mitte (Nepali मध्यमाञ्चल विकास क्षेत्र  Madyamānchal Bikās Kshetra) war eine von fünf Entwicklungsregionen in Nepal. 
Sie hatte eine Fläche von 10.583 km² und bestand aus folgenden Verwaltungszonen:
- Bagmati
- Janakpur
- Narayani

Bei der Volkszählung 2011 hatte die Region 9.656.985 Einwohner und damit ein gutes Drittel der Gesamtbevölkerung Nepals. Verwaltungssitz war Hetauda.